# 出口晴三
出口 晴三（でぐち はるみ、1949年（昭和24年）3月25日 - ）は、日本の政治家。元東京都葛飾区長。

## 経歴
東京都葛飾区出身。1972年（昭和47年）立教大学を卒業する。鯨岡兵輔の秘書を経て、1975年（昭和50年）最年少で葛飾区議会議員に当選した。1985年（昭和60年）東京都議会議員に転じたのち1992年（平成4年）葛飾区長に就任した。
1993年（平成5年）10月、公職選挙法違反の容疑で逮捕され、11月に2度目の不信任決議案により失職。1994年（平成6年）3月、東京地方裁判所より懲役1年6か月、執行猶予4年、公民権停止4年の判決を受けた。